# José Bascuñana i López
José Bascuñana i López   (Oriola, 30 de desembre de 1905 - 14 de gener de 1979) va ser un religiós valencià, bisbe de Ciudad Rodrigo i Solsona.

## Biografia
Va iniciar la carrera sacerdotal als seminaris d'Oriola i Barcelona. Es va llicenciar en Teologia a l'antiga Facultat de Tarragona i pel Pontifici Institut d'Estudis Orientals de Roma. Es va doctorar en Teologia i Filosofia.
Va ser ordenat sacerdot a Roma, el 2 de juliol de 1928. Va tenir a càrrec seu una càtedra al Seminari Conciliar de Barcelona i va ser professor de Deontologia a les facultats de Dret i Medicina de la Universitat de Barcelona. Va presidir la Comissió Oriental del Congrés Eucarístic de Barcelona i la seva secció d'estudis de Teologia Oriental.
Al bisbat d'Oriola hi va exercir diferents càrrecs com els de vicari general, viceprovisor de la Cúria de Justícia o assessor eclesiàstic de sindicats. El 1952 va ser nomenat canonge de la catedral d'Oriola. També va promoure la vida cultural local oriolana a través del Patronat Artístic, del qual fou president, i de la Biblioteca Pública Fernando de Loazes. El 1953, la Junta Major de Confraria i Germandats el va designar per pronunciar la glossa del pregó de Setmana Santa.
L'11 de juliol de 1955 va ser nomenat bisbe de Ciudad Rodrigo (Salamanca) pel papa Pius XII. El 18 de setembre va rebre la consagració episcopal a la iglesia de San Agustín de Orihuela. Durant el seu episcopat al capdavant de la diòcesi castellana es van construir cinc noves esglésies parroquials, una casa pels cursets de Cristiandat i un convictori sacerdotal. També es va duplicar la capacitat del seminari menor amb un nou pavelló i ampliar el Palau Episcopal.
El papa Pau VI el va nomenar bisbe de Solsona el 20 de maig de 1964. Va prendre possessió de la diòcesi el 19 de juliol.
L'any 1974 va deixar de tenir responsabilitats de govern pastoral sobre la diòcesi solsonina a causa del seu delicat estat de salut. El 29 de novembre, el Sant Pare va nomenar administrador apostòlic ad sede plena a Joan Martí Alanis, bisbe d'Urgell i coprincep d'Andorra. Bascuñana va continuar sent bisbe diocesà fins al 19 de febrer de 1977, quan la Santa Seu va acceptar la seva renúncia.
Va morir, essent bisbe emèrit de Solsona, el 14 de gener de 1979 a Oriola. El van enterrar dins la catedral d'Oriola a la capella de Sant Josep.

## Obra
Entre els escrits que va deixar publicats, es poden citar:
- Exposición y crítica de la Fenomenología de Edmundo Husserl (1940)
- La existencia de Dios y su cognoscibilidad natural (1942)
- San Lucas médico del Apóstol San Pablo (1947)